# مؤسسه هنرهای کالیفرنیا

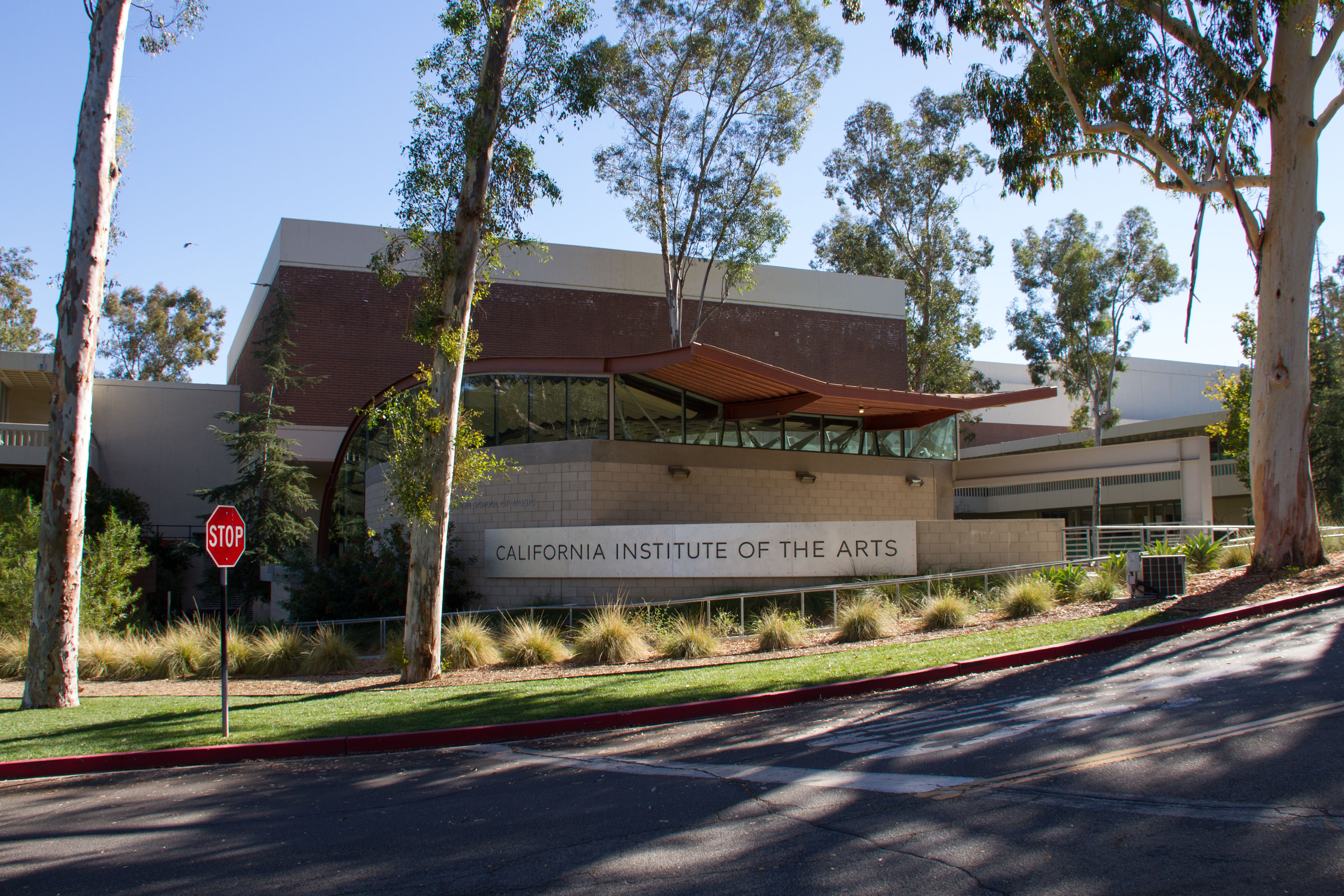
نمایی از ساختمان «مؤسسه هنرهای کالیفرنیا»

مؤسسه هنرهای کالیفرنیا (انگلیسی: California Institute of the Arts) که به «کَل‌آرتس» (انگلیسی: CalArts) شهرت دارد، نام یک دانشگاه خصوصی در منطقهٔ «والنسیا» واقع در سانتا کلاریتا، کالیفرنیا است.
این مرکز آموزشی در سال ۱۹۶۱ برپا شد و در آن هنگام، نخستین مرکز آموزش عالی در آمریکا بود که اختصاصاً در زمینهٔ هنرهای تجسمی و هنرهای نمایشی، مدرک اعطا می‌کرد. این مرکز از سوی «انجمن مدارس و دانشکده‌های غرب آمریکا» مجوز دارد تا در رشته‌های مختلفِ «هنرهای تجسمی» و «هنرهای نمایشی» و از سال ۱۹۹۴ میلادی در زمینهٔ «هنرهای ادبی»، مدرکِ کارشناسی و کارشناسی ارشد اهدا کند. همچنین «مدرسهٔ اِرب آلبرت» در این مؤسسه، از سال ۲۰۰۹ میلادی، مدرکِ دکترای «هنرهای موسیقی» را اعطا می‌کند.
بنیان‌گذار و ایجادکنندهٔ این مرکز آموزشی مشهور، والت دیزنی بود و هیأتِ علمیِ آنرا، افراد حرفه‌ای گوناگونی تشکیل می‌دادند. والت دیزنی هدفش آن بود تا برای رشته‌های هنری هم یک دانشگاه، همچون «کَل‌تِـک» بسازد و همهٔ شاخه‌های هنر را در زیر یک سقف، گِرد آورد.
در «مؤسسه هنرهای کالیفرنیا»، محیطی علمی فراهم آمده است تا هنرمندانِ شاخه‌های گوناگون هنری، با هم همکاری و تشریک مساعی کنند. دانشجویان آزادند تا در کارگاه‌ها آموزشی، آثار هنری خودشان را پدیدآورند و این آثار، تحت کنترل خودشان و قانونِ حق تکثیر قرار می‌گیرد.